# 軸索輸送
軸索輸送（じくさくゆそう、英: Axonal transport）とは、神経細胞の軸索の中で、様々なものを運ぶ働きを指す。
神経細胞の細胞体から軸索の先端にあるシナプスまで、ミトコンドリア、脂質、シナプス小胞、タンパク質、および他の細胞内小器官が運ばれている。 軸索は細胞体にくらべ、1,000倍から1万倍の長さがある。軸索にはタンパク質を作り出すリボゾームが含まれていないので、タンパク質が必要な場合は軸索輸送によって細胞体から運ぶ必要がある。これを順行性軸索輸送という。また、軸索末端から取り込まれた物質などを細胞体に送る逆行性軸索輸送も存在する。

## 軸索輸送のメカニズム
軸索の中の大多数のタンパク質は、神経細胞体で作られ軸索に沿って輸送される。 このため軸索輸送は、神経細胞の成長と生存に不可欠である。 軸索内には微小管が存在し、モーター蛋白質に「レール」を提供している。 この微小管上を動くタンパク質がキネシンとダイニンである。キネシンは順行性(軸索先端に向かって)に貨物を動かすのに対して、ダイニンは逆行性に(細胞体に向かって)動く。
これらのモータータンパク質は、ミトコンドリアや、細胞骨格や、神経伝達物質を含む小嚢などのオルガネラを含む数個の異なった貨物に結合して輸送する。

## 速い輸送と遅い輸送
放射性同位元素を使った実験から、軸索輸送には速いものと遅いものが存在することが1960年代からわかっていた。
小さなベシクルは比較的速く(50-400mm/日)動くが、タンパク質の輸送ははるかに長く(8mm/日未満)かかる。 速い輸送のメカニズムについては、1995年のキネシンの発見により非常によくわかって来た。しかし、遅い輸送のメカニズムについては、実験技術の向上により最近になって初めて理解されるようになってきた。